# Hoplocryptus linnae
Hoplocryptus linnae là một loài tò vò trong họ Ichneumonidae.